# Белоногая вдовушка
Белоногая вдовушка, или белоногий стальной ткач (лат. Vidua funerea), — вид птиц из семейства вдовушковых. Выделяют 2 подвида.

## Распространение
Обитают на территории Анголы, Бурунди, Камеруна, Республики Конго, Демократической Республики Конго, Гвинеи-Бисау, Малави, Мозамбика, Нигерии, Сьерра-Леоне, ЮАР, Свазиленда, Танзании, Замбии и Зимбабве.
Живут во влажных саваннах.

## Описание
Длина тела 10—11 см. Масса 11—19 г. Брачное оперение самца чёрного цвета.

## Биология
Питаются мелкими семенами трав, которые подбирают с земли. Самка, откладывая свои яйца в чужое гнездо, поедает яйца вида-хозяина.
МСОП присвоил виду охранный статус LC.